# Грузинский кутаисский театр имени Ладо Месхишвили
Грузинский кутаисский театр имени Ладо Месхишвили — грузинский драматический театр в городе Кутаиси (Грузия).

## История театра
Театр был основан в 1861 году. Здание театра на 700 мест было построено на год раньше. В 1880 году в Кутаиси появилась первая профессиональная труппа, руководил ей А. Лордкипанидзе.
В разное время театром руководили: А. Р. Церетели, К. Месхи, В. Шаликашвили, В. Гуния, Ш. Дадиани, М. Корели, Ладо Месхишвили, Шота Манагадзе.
В 1928 году, под руководством Коте Марджанишвили, в Кутаиси был создан второй по счету государственный  театр - Кутаиси-Батумский театр. В течение двух  театральных сезонов  на его сцене работал и творил лучший грузинский театральный  режиссер- реформатор, вместе с настоящим созвездием артистов грузинской сцены.

В 1940 году театру было присвоено имя Ладо Месхишвили.
С 1938 по 1952 год театром руководил Додо Константинович Антадзе.
С 1958 по 1959 год руководил театром Акакий Васадзе.
3 марта 1861 года в Кутаиси, с участием любителей сцены, было проведено  первое  историческое представление – комедия Г.Эристави  «Развод», которое ознаменовало начало нового движения в истории грузинского театра.

Новое здание Кутаисского драматического театра было официально открыто в 1955 году.Это здание с уникальной архитектурной структурой  получило  официальный статус памятника в 2009 году.
В 2008 году в театре Месхишвили открылась малая сцена на 100 мест и музей, изображающий историю Кутаисского театра.
В 2009-2013 гг, по инициативе  Министерства культуры, перед театром  были открыты именные звезды актерам: Еве Хутунашвили,Анзору Херхеулидзе,Еремии Сванадзе,Нателе Сагарадзе.  История Кутаисского театра богата  именами  выдающихся артистов и деятелей культуры , значительными театральными событиями и фактами. Сегодня новое поколение  достойно продолжает  данные традиции.
В театре шли пьесы Акакия Церетели, А. Казбеги, Г. Эристави, Д. Клдиашвили, А. С. Грибоедова, Н. В. Гоголя, А. Н. Островского, А. П. Чехова, Шекспира, Шиллера и других драматургов.

### Труппа театра
В труппе театра работали видные грузинские актёры: Нодар Чхеидзе, Е. Месхи, К. Месхи, Ш. Дадиани, Ю. Зардалишвили, В. Баланчивадзе, А. Мурусидзе, И. Хвичия, Ш. Хонели, К. Абесадзе, М. Гелашвили, В. Гвенцадзе, Т. Гвиниашвили, А. Келбакиани, Т. Кикнадзе, Б. Кокеладзе, Г. Кокеладзе, К. Колхидели, В. Мегрелишвили, Г. Нацвлишвили, Ш. Пирвели, Н. Сагарадзе, М. Сванидзе, Ш. Хаджалия, Н. Цинамдзгвари, А. Чиквинидзе, Е. Верулашвили; режиссёр А. Е. Чхартишвили.
Над художественным оформлением спектаклей в 1920-е годы работала Елена Дмитриевна Ахвледиани.